# Open de Suède Vårgårda 2017
12. edycja wyścigu kolarskiego Open de Suède Vårgårda odbyła się 13 sierpnia 2017 roku i liczyła 152 km. Start i meta wyścigu znajdowały się w Vargardzie. Wyścig ten posiadał kategorię 1.WWT.

## Klasyfikacja generalna
| M-ce | Imię i nazwisko           | Kraj       | Drużyna                   | Czas       |
| ---- | ------------------------- | ---------- | ------------------------- | ---------- |
| 1.   | Lotta Lepistö             | Finlandia  | Cervélo-Bigla Pro Cycling | 3h 29' 54" |
| 2.   | Marianne Vos              | Holandia   | WM3 Pro Cycling           | + 0"       |
| 3.   | Leah Kirchmann            | Kanada     | Team Sunweb               | + 0"       |
| 4.   | Christine Majerus         | Luksemburg | Boels-Dolmans             | + 0"       |
| 5.   | Ellen van Dijk            | Holandia   | Team Sunweb               | + 0"       |
| 6.   | Chloe Hosking             | Australia  | Alé Cipollini             | + 0"       |
| 7.   | Marta Bastianelli         | Włochy     | Alé Cipollini             | + 0"       |
| 8.   | Emilia Fahlin             | Szwecja    | Wiggle High5 Pro Cycling  | + 0"       |
| 9    | Maria Giulia Confalonieri | Włochy     | Lensworld–Kuota           | + 0"       |
| 10.  | Kirsten Wild              | Holandia   | Cylance Pro Cycling       | + 0"       |
|      |                           |            |                           |            |
| 13.  | Katarzyna Niewiadoma      | Polska     | WM3 Pro Cycling           | + 0"       |
| 18.  | Eugenia Bujak             | Polska     | BTC City Ljubljana        | + 0"       |
| 99.  | Anna Plichta              | Polska     | WM3 Pro Cycling           | + 9' 00"   |
| DNF  | Małgorzata Jasińska       | Polska     | Cylance Pro Cycling       | -          |